# 海後勝雄
海後 勝雄（かいご かつお、1905年3月11日 - 1972年11月1日）は、日本の教育学者。埼玉大学名誉教授。国民精神総動員中央連盟で活動した。茨城県出身。

## 来歴
旧制熊谷中学、旧制長狭中学に勤めた。その後、（旧制）東京文理科大学（現・筑波大学）卒。1948年、コア・カリキュラム連盟（のち日本生活教育連盟）の結成に参加。和光学園校長。1952年、埼玉大学教授。1966年、定年退官、名誉教授。1966年2月から1968年10月まで福島大学学長。

## 著書

### 単著
- 『教育に於ける日本的性格』成美堂 1936
- 『教育技術論』賢文館 1939
- 『東亜民族教育論』朝倉書店 1942
- 『明日の社会科』社会科教育研究社 1948
- 『教育技術の理論』誠文堂新光社 1948 教育新書
- 『カリキュラム研究の方法論』誠文堂新光社 1949 カリキュラム・シリーズ
- 『教育課程概論』朝倉書店 1950
- 『教育社会学の構想』金子書房 1950
- 『現代教育課程論』誠文堂新光社 1950
- 『学習原論』明治図書出版 1951
- 『教育者』金子書房 1951 教育文庫
- 『道徳教育の前進』黎明書房 1951
- 『初等教育原理』誠文堂新光社 1952 教職教養シリーズ
- 『生活教育の新段階』七星閣 1952
- 『教育科学入門 社会科学としての教育学』東洋館出版社 1955
- 『新しい日本の道徳教育』誠文堂新光社 1957
- 『進介先生教育百話』黎明書房 1958
- 『教育哲学入門 教育科学の哲学』東洋館出版社 1960
- 『教科と人間形成』明治図書出版 1960 現代教育全書
- 『秀才をつくる,英才教育学』展望社 1963
- 『海後勝雄教育著作選集』日本図書センター 1978

### 共著
- 『新教育学精説』梅根悟共著 成美堂書店 1934
- 『生活指導と学級経営』遠藤稔共著 明治図書出版 1950
- 『近代教育史』第1-3 広岡亮蔵共編 誠文堂新光社 1952-56
- 『自発学習の技術』編 黎明書房 1953
- 『教師の教育活動と管理活動』武田一郎共編 東洋館出版社 1954 初等教育新書
- 『教育科学 その課題と方法』編 東洋館出版社 1956
- 『教育課程論』編 誠文堂新光社 1956 教育科学入門叢書
- 『実験的教育研究法』編 明治図書出版 1957
- 『社会主義教育の思想と現実』編著 御茶の水書房 1959
- 『道徳教育』鈴木清共著 誠文堂新光社 1962 新・教職教養シリーズ

## 親族
祖父は桜田門外の変に参加した「十八士」の一人である海後磋磯之介（宗親）。兄の宗臣も教育学者（教育史家）で東京大学名誉教授・日本教育学会会長。